# Otolemur monteiri
El gálago plateado mayor (Otolemur monteiri) es una especie de primate estrepsirrino de hábitos nocturnos, perteneciente a la familia Galagidae. Se le encuentra en el bosque de Brachystegia en Angola, Tanzania, occidente de Kenia y Ruanda. La especie fue separada del gálago de cola ancha (Otolemur crassicaudatus) por Colin Groves en 2001.

## Subespecies
Existen dos subespecies reconocidas.
- Otolemur monteiri monteiri, al sur de su rango de distribución
- Otolemur monteiri argentatus, en la región del lago Victoria